# Trouvé Tricycle
Das Trouvé Tricycle ist das erste „offiziell“ anerkannte Elektrofahrzeug. Es wurde von Gustave Trouvé in Paris im Jahr 1881 gebaut. Es wird oft mit dem später gebauten Ayrton & Perry Electric Tricycle verwechselt.
Alexis Clerc schreibt in seinem Buch „Physique et Chimie populaires“:

„… Es sind Versuche beobachtet worden, bei denen ein Elektromotor als Antrieb für leichte Fahrzeuge und Boote verwendet wurde. In einem, sehr schweren (55 kg), englischen Dreirad hatte M[onsieur] Trouvé einen seiner Motoren unter der Achse des Fahrrades eingebaut. Die Bewegung wurde über eine Kette übertragen. Der Motor wurde von sechs Sekundärelementen oder Akkumulatoren des Planté Typs angetrieben und er war perfekt konstruiert. Das Gesamtgewicht des Fahrzeugs, Batterien, Motor und Fahrer, betrug 160 kg und die effektive Leistung 70 Newtonmeter pro Sekunde. Trotzdem hat sich das Dreirad aus eigener Kraft in Bewegung gesetzt, sobald der Stromkreis geschlossen wurde und befuhr wiederholt die Rue de Valois in beiden Richtungen mit der Geschwindigkeit eines guten Pferdefuhrwerks. Das Experiment dauerte eineinhalb Stunden und war überzeugend …“

Das „Journal officiel de la République française“ berichtete am 20. April 1881 über dieses Ereignis.

## Das Trouvé Tricycle 1881
Gustave Trouvé verwendete ein dreirädriges Fahrrad (Starley Coventry Lever Tricycle) als Prüfstand für die Elektromotoren, die er baute. Der modifizierte Siemens-Motor mit einem Gewicht von ca. 5 kg war unter der Achse eingebaut. Er hatte eine effektive Leistung von 70 W. Über eine Hakenkette nach Vaucanson wurde das große linke Rad angetrieben. Gelenkt wurde über die rechten beiden kleineren Räder. Ein 12-V-Bleiakkumulator war hinter dem Fahrer montiert. Am Griff des Bremshebels, links im Handbereich des Fahrers, befand sich ein Schalter. Durch seine Betätigung konnte losgefahren bzw. angehalten werden.